# Filipovići (Foča)
Pour les articles homonymes, voir Filipovići.
Filipovići (en cyrillique : Филиповићи) est un village de Bosnie-Herzégovine. Il est situé dans la municipalité de Foča et dans la république serbe de Bosnie. Selon les premiers résultats du recensement bosnien de 2013, il compte 46 habitants.
Avant la guerre de Bosnie-Herzégovine, le village faisait entièrement partie de la municipalité de Foča ; après la guerre, son territoire a été partiellement intégré à la municipalité Foča-Ustikolina nouvellement créée et rattachée à fédération de Bosnie-et-Herzégovine.

## Démographie

### Répartition de la population par nationalités (1991)
En 1991, le village comptait 262 habitants, répartis de la manière suivante :